# 轟焦凍
轟 焦凍（とどろき しょうと）、ヒーロー名ショートは、堀越耕平の漫画『僕のヒーローアカデミア』の登場キャラクター。雄英高校ヒーロー科1年A組の生徒で、主要人物の1人。
“個性”は「半冷半燃」で、右半身で凍らせ、左半身で燃やす能力である。ヒーローのエンデヴァーとその妻冷の子女のうち、2人の個性を両方とも遺伝する唯一の人物であり、英才教育を受けるが、父が母に暴力を振う様子をみて父を嫌悪し、燃焼の能力を使わないようにした。その後、緑谷出久との戦闘を経て使用するようになった。
『僕のヒーローアカデミア』のレビューではおおむね賞賛され、主に過去に関する設定とストーリー中の成長を称えられた。

## デザインの経緯
作者の堀越耕平によれば、雄英高校1年A組のキャラクターの中では緑谷出久、爆豪勝己、麗日お茶子を除くと、「1番か2番目くらいに出来た気がします」という。また、漫画第5巻の雄英高校体育祭の構想において、[焦凍の話中心]に考えていたが、「描いていると色んなキャラを描写する必要があった」という。

## 人物

### 基本設定
No.2ヒーロー・エンデヴァーの息子。第2巻時点で15歳であり、推薦枠で雄英高校に入学した。姉・冬美、兄・燈矢、夏雄がいる。
ヒーロー名は「ショート」で、名前からとっている。“個性”は「半冷半燃」で、右半身で凍らせ、左半身で燃やす能力である。ただし、長時間使用した場合に凍傷などの反動があり、2つの能力で体温を調整する必要がある。爆豪からは「半分野郎」と呼ばれている。
体育祭を経て出久との友情が育ったほか、冬のインターンに際して父に爆豪を「仲良し」と紹介している。
体育祭の後に着用するヒーローコスチュームが変わり、紺色のジャケットとパンツ、カプセルのついているベルト、白いブーツで構成されているコスチュームになった。
細かい設定では誕生日が1月11日、身長が176センチメートル、好きなものが温かくないそばである。また、髪の毛が左側だけ赤いが、これは地毛である。

### 過去と作中の動向
父エンデヴァーは自身ではNo.1ヒーローであるオールマイトを超えられないと感じ、強い“個性”を持つ配偶者を選び、その親族を丸め込んで結婚に至った。結婚後、数人の子女を経て2人の“個性”を受け継ぐ、父から「最高傑作」と形容される焦凍が生まれると、父は焦凍の兄や姉を「違う世界の人間」と述べて、わずか5歳の焦凍を兄や姉から引き離し、厳しい鍛錬を強要した。焦凍の母は子女たちがエンデヴァーに似てくると感じ、焦凍の左側をとても醜く思えるようになり、ついにある日焦凍の左側にお湯を浴びせ、火傷を残した。この事件の後、母が病院に入れられたが、焦凍はこの経歴により父を軽蔑し、父から受け継いだ燃やす能力を使わずにNo.1ヒーローを目指すことで、父を完全に否定することを目指した。
その後も父からオールマイトを超えることを期待され、体育祭における出久との戦闘に際して、父が2人の戦闘を「テストベッドとしてとても有益」と述べている。焦凍はそれでも凍らせる能力しか使わなかったが、戦闘の山場で出久から「君の力じゃないか！！」と呼びかけられ、母の「血に囚われることなんかない。なりたい自分になっていいんだよ」の言葉を思い出し、「俺だってヒーローに…！！」の言葉とともに燃やす能力を使用し、全力の一撃で出久に勝利した。このとき、燃やす能力を使ったことで、ヒーローコスチュームの左半分が焼け落ちた。その後も葛藤し続け、飯田天哉との戦闘では凍らせる能力しか使わなかったが、職場体験で父の事務所での体験を選び、ステインとの戦闘で燃やす能力を使用するようになった。また、出久との友情も育ち、出久がステインとの戦闘でピンチに陥ったときには出久が送ってきた位置情報の意味を察知して駆けつけた。
自身が母を追い詰めてしまうと考え、母の入院後会いに行かなかったが、体育祭が終わった後の休日に「たとえ望まれてなくたって救け出す」と決意、病院で母に面会した。母は泣いて謝り、「（焦凍が）何にも捉われずにつき進む事が幸せであり救いになる」と述べた。ヒーロー仮免試験では不合格になり、3か月間特別講習を受けたが、その際にNo.1ヒーローとなった父から「おまえは自慢の息子だ」「俺もおまえが胸を張れるようなヒーローになろう」と声を掛けられた。以降父との関係は改善し、エンデヴァーと脳無：ハイエンドの戦闘後には父に対し「“親父”としてこれからどうなっていくのか見たい」と述べた。また自身の性格も徐々に柔らかくなり、A組・B組合同戦闘訓練に際して体育祭以前の性格が「初期ろき君」「ガンギマリ轟くん」と呼ばれた。
以降も成長を続け、合同戦闘訓練では父の「体の熱を限界まで引き上げろ！」の言葉を思い出して熱度を上げ、鉄哲徹鐵に後一歩で勝つまで追い詰めた。冬のインターンでは出久、爆豪とともにエンデヴァーの事務所でインターンした。
最終決戦ではヴィラン・荼毘となった兄の燈矢と戦って勝利したが、「大氷海嘯」で荼毘の爆発を止めたのち倒れた。最終決戦が終わった後、両親に対し「俺にはA組（みんな）いるから大丈夫だよ！俺は自分でなりてえようになれるから！」と決意を示した。最終決戦から8年後においてもヒーロー活動を続け、「エンデヴァーの息子」と言われることも減っていった。

## キャスト
- 声優
  - 梶裕貴（テレビアニメ版）[1]
  - 真堂圭（テレビアニメ版・幼少期）[3]
  - デイヴィッド・マトランガ（英語版）（テレビアニメ版・英語吹き替え）[4]
  - ミカエラ・クランツ（英語版）（テレビアニメ版・英語吹き替え・幼少期）
- 俳優
  - 北村諒（舞台「「僕のヒーローアカデミア」The “Ultra” Stage」）[5]

## 反響

### 人気投票
週刊少年ジャンプの『僕のヒーローアカデミア』キャラクター人気投票では緑谷出久、爆豪勝己とともに上位の常連になっており、第3回（2017年）では3位、第4回（2018年）では2位、第6回（2020年）では3位、第8回（2022年）では3位、第9回（2023年）では3位になっている。2024年の「WORLD BEST HERO」全世界キャラクター人気投票では爆豪、緑谷に続く3位だった。アニメディアの2018年アニメキャラ大賞で「クールだったで賞」1位を受賞した。「アニメ！アニメ！」による読者アンケートにおいて、2020年12月の「一番好きな“ヒーロー”キャラは？」で6位、2022年12月の「“ヒーロー”キャラといえば？」で11位を獲得した。同サイトによる「“氷・雪”キャラといえば？」のアンケートでは2021年から2023年まで3年連続で1位を獲得した。
日本以外においても、2018年の第2回クランチロール・アニメアワードで最優秀男性キャラに選出され、ファニメーションの「Decade of Anime」人気投票（2019年）で「Best Boys of the Decade」部門に選出された。Tumblrが毎年11月末に発表している振り返りのアニメ・マンガキャラクター部門では、2019年に3位、2020年に7位、2021年に8位、2022年に37位を獲得している。

### 評価
『NARUTO -ナルト-』の作者岸本斉史は2015年に焦凍について、「父親と母親のドラマを、うまいこと絡めていってる」、「今後伸びる」と評価した。
IGNのアレックス・オズボーンはアニメ版第23話のレビューにおいて、焦凍とその過去を感動的と評した。デン・オブ・ギークのダニエル・カーランド（Daniel Kurland）も同話のレビューで焦凍を「『僕のヒーローアカデミア』のなかでもクールなキャラクターの1人」と評した。Anime UK Newsにおけるアニメ第2期前半のレビューでも焦凍とその声優梶裕貴（日本語版）、デイヴィッド・マトランガ（英語版）の演技を称えた。The Mary Sueのプリンセス・ウィークス（Princess Weekes）とブリアナ・ローレンス（Briana Lawrence）はそれぞれ2021年と2022年の記事で焦凍の性格とストーリー中における成長を賞賛した。一方でCBRのブリトニー・ヘマンズ（Brittney Hemmands）はアニメ第2期のいくつかのシーンを例に挙げ、ストーリーが進むごとに焦凍への好感度が下がると評した。Planete BDのMickaël Géreaumeは漫画第5巻のレビューで焦凍を「ひねくれた、痛ましい過去を持つ、（中略）心引かれるキャラクター」と評した。Manga Newsによる漫画第5巻のレビューでも焦凍の過去に関する設定とストーリー中の成長を賞賛した。

## 展開
2018年に行われた『アベンジャーズ/インフィニティ・ウォー』との「SPECIAL HERO COLLABORATION」と題したコラボでは焦凍とソーが会話する動画が公開された。
2020年5月26日、3D対戦アクションゲーム『JUMP FORCE』にDLCのプレイアブルキャラクターとして登場した。その後、DLCの販売は2022年2月8日に終了した。
2023年9月12日、『僕のヒーローアカデミア』と『フォートナイト』のコラボの一環として、焦凍、切島鋭児郎、芦戸三奈のコスチュームが『フォートナイト』で配信された。
『僕のヒーローアカデミア』のグッズ展開では多くの場合焦凍が含まれており、例として東急ハンズ（2017年）、東京スカイツリー（2018年）、東京プリンスホテル（2019年）、文房具カフェ（2020年）、くら寿司（2021年）、東武動物公園（2022年）、さっぽろ雪まつり（2023年）、青森ねぶた祭と仙台七夕まつり（2024年）、浅草花やしき（2025年）とのコラボがある。